# Johann Leopold von Gudenus

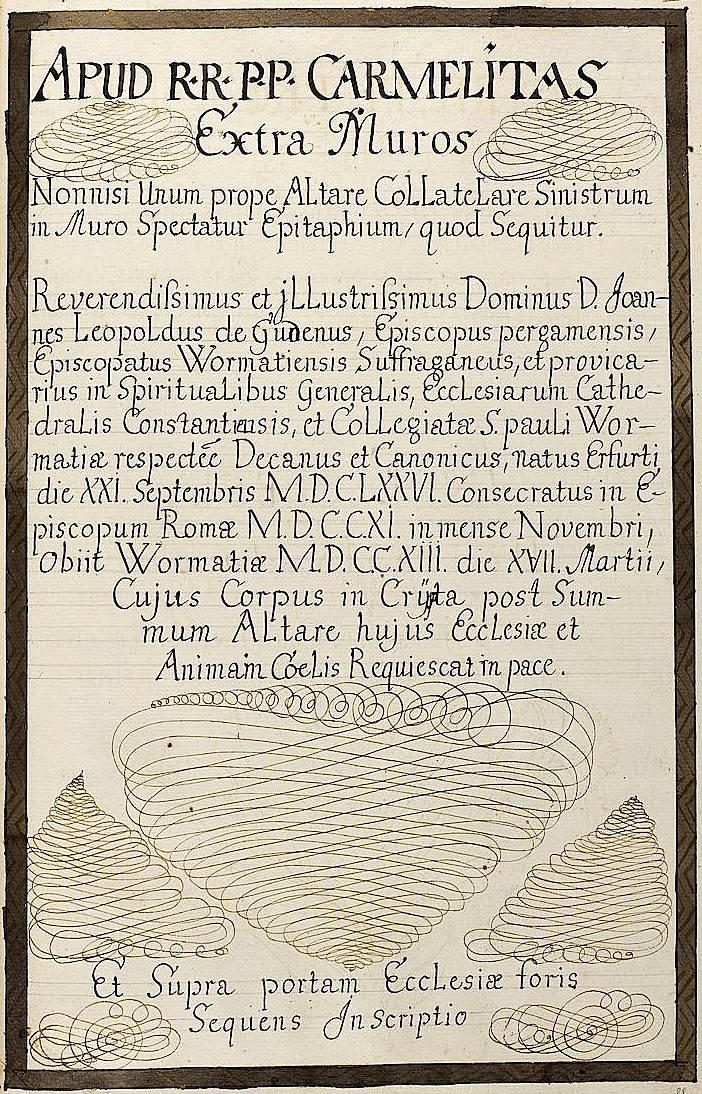
Epitaphinschrift im Thesaurus Palatinus

Johann Leopold von Gudenus (* 22. September 1676 in Erfurt; † 17. März 1713 in Worms) war von 1711 bis 1713 Weihbischof des Bistums Worms sowie Titularbischof von Pergamum.

## Herkunft
Er war der Sohn des Juristen Johann Moritz von Gudenus (1639–1688), Kurmainzer Regierungsrat, Stadtschultheiß und Universitäts-Professor in Erfurt, sowie seiner Gattin Maria Katharina Böning aus Duderstadt, Schwester des Priesters Herwig Böning (1666–1721), bischöflicher Kommissarius des Eichsfeldes, der die Mariensäule in Duderstadt stiftete. Der Großvater Moritz Gudenus (1596–1680) war 1626 reformierter Prediger zu Abterode, wurde 1630 katholisch, trat ebenfalls in Kurmainzer Dienste und starb als Amtmann in Treffurt. 
Johann Leopolds älterer Bruder Christoph Ignaz (1674–1747), Titularbischof von Anemurium, wirkte als Mainzer Weihbischof in Erfurt, der Bruder Friedrich Wilhelm (1683–1757) amtierte als Generalfeldzeugmeister des Fränkischen Reichskreises. Der Historiker Valentin Ferdinand Gudenus (1679–1758) war einer ihrer Cousins.

## Leben und Wirken
Freiherr Johann Leopold von Gudenus studierte an der Universität Erfurt und wählte dann den geistlichen Stand. Seine juristische Inauguraldissertation zur Erlangung des Doktorgrades von 1698 ist erhalten. Er wurde Domherr und Domdekan in Konstanz, ebenso Dekan des St. Paulusstifts in Worms.
Der Wormser Bischof Franz Ludwig von Pfalz-Neuburg berief Johann Leopold von Gudenus am 19. Oktober 1711 zu seinem Weihbischof und Generalvikar. Im November des Jahres wurde er in Rom zum Bischof geweiht und zum Titularbischof von Pergamum bestimmt. Der Prälat wird als persönlicher Vertrauensmann und Berater des Fürstbischofes charakterisiert. Als Geheimrat und Direktor des geistlichen Rates in Worms bildete er die administrative Spitze der Regierung.
Johann Leopold von Gudenus starb bereits im Frühjahr 1713 und fand seine Ruhestätte in der neu erbauten Karmeliterkirche Worms, die 1825 abgetragen wurde. Seine Epitaphinschrift hat Johann Franz Capellini von Wickenburg (1677–1752) in Band 2 des Thesaurus Palatinus überliefert. Es ist eine Trauerpredigt über ihn im Druck erschienen.
Johann Baptist Gegg (1664–1730) trat 1716 seine Nachfolge an.